# Кіркулешть (Вилча)
Кіркулешть, Кіркулешті (рум. Chirculești) — село у повіті Вилча в Румунії. Адміністративно підпорядковане місту Белчешть.
Село розташоване на відстані 173 км на захід від Бухареста, 59 км на південний захід від Римніку-Вилчі, 39 км на північ від Крайови.

## Населення
За даними перепису населення 2002 року у селі проживали 32 особи, усі — румуни. Усі жителі села рідною мовою назвали румунську.